# Ягол Доленци
Вижте пояснителната страница за други значения на Доленци.
Ягол Доленци или Яголско Доленци (на македонска литературна норма: Јагол Доленци) е село в Северна Македония, община Кичево.

## География
Селото е разположено в областта Горно Кичево в западните поли на Добра вода.

## История
В XIX век Ягол Доленци е българско село в Кичевска каза на Османската империя. В „Етнография на вилаетите Адрианопол, Монастир и Салоника“, издадена в Константинопол в 1878 година и отразяваща статистиката на населението от 1873 година, Деленци (Délentzi) е посочено като село с 16 домакинства с 68 жители българи.
Според статистиката на Васил Кънчов („Македония. Етнография и статистика“) към 1900 година в Яголско Доленци живеят 210 българи християни.
Според митрополит Поликарп Дебърски и Велешки в 1904 година в Ягол Доленце има 21 сръбски къщи. По данни на секретаря на Българската екзархия Димитър Мишев („La Macédoine et sa Population Chrétienne“) в 1905 година в Яголско Доленци има 240 българи екзархисти. При избухването на Балканската война 3 души от Ягол Доленци са доброволци в Македоно-одринското опълчение.
След Междусъюзническата война в 1913 година селото попада в Сърбия.
На етническата си карта на Северозападна Македония в 1929 година Афанасий Селишчев отбелязва Ягол Доленци като българско село.
Църквата „Света Богородица“ е градена в 1935 – 1936 година. Иконостасът е направен веднага след изграждането на църквата.
Според преброяването от 2002 година селото има 13 жители македонци.
От 1996 до 2013 година селото е част от Община Осломей.

## Личности
Родени в Ягол Доленци
- Симеон Нинев (1841 – ?), български революционер, гарибалдиец